# Dragoste de viață
Dragoste de viață (Amor à Vida) este o telenovelă braziliană din 2013-2014, difuzată în România de canalul Acasă TV. 

## Distribuție
| Actor                 | Caracter                                              |
| --------------------- | ----------------------------------------------------- |
| Paolla Oliveira       | Paloma Khoury                                         |
| Mateus Solano         | Félix Khoury                                          |
| Malvino Salvador      | Bruno dos Santos Araújo                               |
| Antônio Fagundes      | César Khoury                                          |
| Susana Vieira         | Pilar Rodriguez Khoury                                |
| Vanessa Giácomo       | Aline Noronha                                         |
| Juliano Cazarré       | Ninho (Joachim Roveri)                                |
| Elizabeth Savalla     | Márcia do Espírito Santo (Tetê Para-Choque Para-Lama) |
| Tatá Werneck          | Valdirene do Espírito Santo                           |
| Eliane Giardini       | Ordália Aparecida dos Santos Araújo                   |
| José Wilker           | Herbert Marques                                       |
| Bárbara Paz           | Edith Sobral Khoury                                   |
| Thiago Fragoso        | Niko (Nicolas Corona)                                 |
| Marcello Antony       | Eron Lira Torgano                                     |
| Danielle Winits       | Amarylis Baroni                                       |
| Klara Castanho        | Paulinha (Paula Sousa Araújo)                         |
| Anderson Di Rizzi     | Carlito (Carlos José dos Santos Araújo)               |
| Ricardo Tozzi         | Thales Brito                                          |
| Fernanda Machado      | Leila Melo Rodriguez                                  |
| Marina Ruy Barbosa    | Nicole Veiga de Assis                                 |
| Sophia Abrahão        | Natasha Schimdt / Natasha Veiga de Assis              |
| Caio Castro           | Michel Gusmão                                         |
| Maria Casadevall      | Patrícia Mileto Donato                                |
| Carol Castro          | Sílvia Bueno Gusmão                                   |
| Márcio Garcia         | Gustavo Donato (Guto)                                 |
| Ary Fontoura          | Lutero Moura Cardoso                                  |
| Nathalia Timberg      | Bernarda Campos Rodriguez                             |
| Luís Mello            | Atílio Pimenta Camargo / Alfredo Gentil               |
| Christiane Tricerri   | Vega Azevedo Pimenta Camargo                          |
| Françoise Forton      | Gigi (Gisela Borba de Andrada Lemos)                  |
| Carlos Machado        | Ignácio                                               |
| Fabiana Karla         | Perséfone Fortino                                     |
| Rodrigo Andrade       | Daniel Melo Rodriguez                                 |
| Vera Zimmerman        | Simone Maia Benitez                                   |
| Bruna Linzmeyer       | Linda Melo Rodriguez                                  |
| Rainer Cadete         | Rafael Nero                                           |
| Bel Kutner            | Joana Rangel                                          |
| Lucas Romano          | Luciano dos Santos Araújo                             |
| Carolina Kasting      | Gina (Regina Maria dos Santos Batista)                |
| Paula Braun           | Rebeca Schatman                                       |
| Mouhamed Harfouch     | Pérsio Faruq Ahmad Khoury                             |
| Kiko Pissolato        | Maciel Pereira / Wilson                               |
| Júlio Rocha           | Jacques Sampaio                                       |
| Cristina Mutarelli    | Priscila Khoury                                       |
| Lucas Malvacini       | Anjinho                                               |
| Rosamaria Murtinho    | Tamara Gouveia Sobral                                 |
| Fúlvio Stefanini      | Denizard Trajano Araújo                               |
| Eriberto Leão         | André                                                 |
| Lúcia Veríssimo       | Mariah Plattini                                       |
| Leona Cavalli         | Glauce de Sá Benites                                  |
| Maria Maya            | Alejandra Reys Moreno                                 |
| Thalles Cabral        | Jonathan Sobral Khoury                                |
| Sandra Corveloni      | Neide Melo Rodriguez                                  |
| Genézio de Barros     | Amadeu Campos Rodriguez                               |
| Neusa Maria Faro      | Ciça (Maria Cecília Esteves)                          |
| Emílio Orciollo Netto | Murilo de Andrada Lemos Corrêa                        |
| Thavyne Ferrari       | Sandra Alves Corrêa (Sandrinha)                       |
| Angela Rebello        | Lídia Pinheiro                                        |
| Daniel Rocha          | Rogério Machado                                       |
| Álamo Facó            | Renan de Oliveira                                     |
| Renata Castro Barbosa | Marilda Fernandes                                     |
| Adriano Toloza        | Ivan Coelho                                           |
| Marcelo Schmidt       | Valentin Reys Moreno                                  |
| Ângela Dip            | Vivian Lobato                                         |
| Marcelo Argenta       | Vanderlei Brandão                                     |
| Josie Antello         | Adriana Nascimento                                    |
| Raquel Villar         | Inaiá Seixas                                          |
| Camila Chiba          | Noriko Akiyoshi                                       |
| Carol Rainato         | Raquel Gonçalves                                      |
| Gabriel Chadan        | Adoniran Lobo                                         |
| Pierre Baitelli       | Laerte Torres                                         |
| Felipe Titto          | Wagner Carvalho                                       |
| Cassiano Barreto      | Ailton Lima                                           |
| Vera Mancini          | Maristela Freitas                                     |
| Míriam Lins           | Verônica Rocha                                        |
| Marcelo Flores        | Rinaldo Silva                                         |
| Ângela Rabelo         | Eudóxia                                               |
| Francisco Cuoco       | Rubão                                                 |
| Francine Melo         | Karina Ramos                                          |
| João Cunha            | Jonas                                                 |
| Kayky Gonzaga         | Jayme (Jayminho)                                      |
| Ana Carbatti          | Drª Judith Santiago                                   |
| Gláucio Gomes         | Pastor Efigênio                                       |
| Nadinne Oliveira      | Ana                                                   |
| Nathalia Rodrigues    | Elenice Marinelli                                     |
| Gabriela Duarte       | Luana Sousa Araújo                                    |